# Да кажа или да не кажа?
Да кажа ли да не кажа (на английски: The Dilemma) е щатска черна комедия от 2011 г. на режисьора Рон Хауърд, по сценарий на Алън Лоеб, с участието на Винс Вон и Кевин Джеймс. Филмът е заснет в Чикаго. Пуснат е на 14 януари 2011 г. от „Юнивърсъл Пикчърс“ в Съединените щати и Канада.

## Актьорски състав
| Актьор           | Роля              |
| ---------------- | ----------------- |
| Винс Вон         | Рони Валънтайн    |
| Кевин Джеймс     | Ник Бранен        |
| Дженифър Конъли  | Бет               |
| Уинона Райдър    | Дженева           |
| Чанинг Тейтъм    | Зип               |
| Ейми Мортън      | Даян Попович      |
| Куин Латифа      | Сюзън Уорнър      |
| Челси Рос        | Томас Фърн        |
| Едуардо Мартинез | Феликс            |
| Клинт Хауърд     | Хърбърт Тримпи    |
| Трой Уест        | Доктор Розънстоун |

## В България
В България филмът е пуснат по кината на 11 март 2011 г. от „Форум Филм България“.
На 30 юли 2016 г. е излъчен за първи път по „Нова телевизия“.
На 20 март 2019 г. се излъчва по каналите на „БТВ Медиа Груп“.
Дублажи
| Озвучаващи артисти  | Петя Абаджиева Йорданка Илова Таня Димитрова Ивайло Велчев Димитър Иванчев Христо Узунов |
| Преводач            | Ирина Ценкова                                                                            |
| Тонрежисьор         | Цветомир Цветков                                                                         |
| Режисьор на дублажа | Димитър Кръстев                                                                          |

| Озвучаващи артисти  | Гергана Стоянова Лина Златева Веселин Ранков Момчил Степанов Христо Узунов |
| Преводач            | Антония Халачева                                                           |
| Тонрежисьор         | Стамен Янев                                                                |
| Режисьор на дублажа | Михаела Минева                                                             |